# Selscheid (Luxemburg)
Selscheid (Luxemburgs: Selschent) is een plaats in de gemeente Eschweiler en het kanton Wiltz in Luxemburg.
Selscheid telt 56 inwoners (2001).
Selscheid maakte deel uit van de gemeente Eschweiler totdat deze op 1 januari 2018 opging in de gemeente Wiltz.

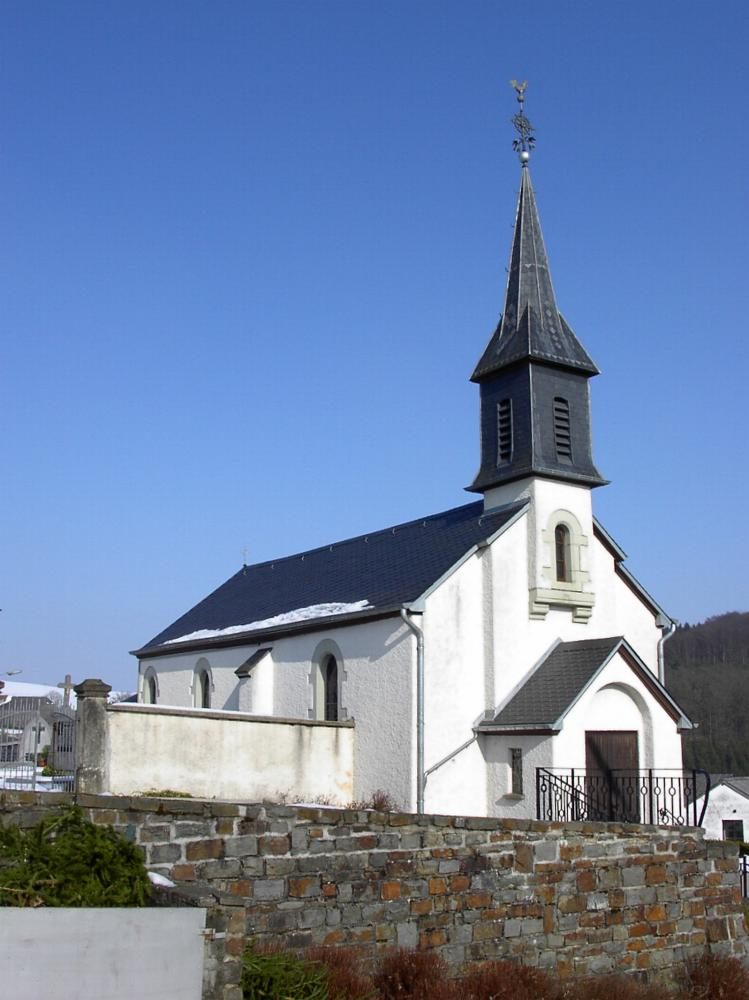
De kerk van Selscheid

Erpeldange · Eschweiler · Knaphoscheid · Niederwiltz · Roullingen · Selscheid · Weidingen · Wiltz

Luxemburgse gemeenten · Kanton Wiltz · Luxemburg